# Полюция
Полюцията е произволна еякулация, която настъпва без полово стимулиране. Полюциите най-често протичат през нощта. Дължат се на еротични сънища, дълго въздържание (неизпразване на пениса), а както и на някои здравословни проблеми като дразнене на простатата, смущения в пикочния мехур и други.
Според изследвания на мъжката сексуалност учени установяват, че най-честата причина за полюцията е именно прекалено голямото количество сперма, събрана в тестисите. Тя се произвежда постоянно и активно, особено при мъжете до 35-годишна възраст, и съществува нуждата от периодично т.нар. изпразване на пениса. Когато това не се извършва по една или друга причина, се задейства реакция на организма под формата на полюцията, чрез която той принудително се освобождава от събраната сперма.